# Baie de la Dvina

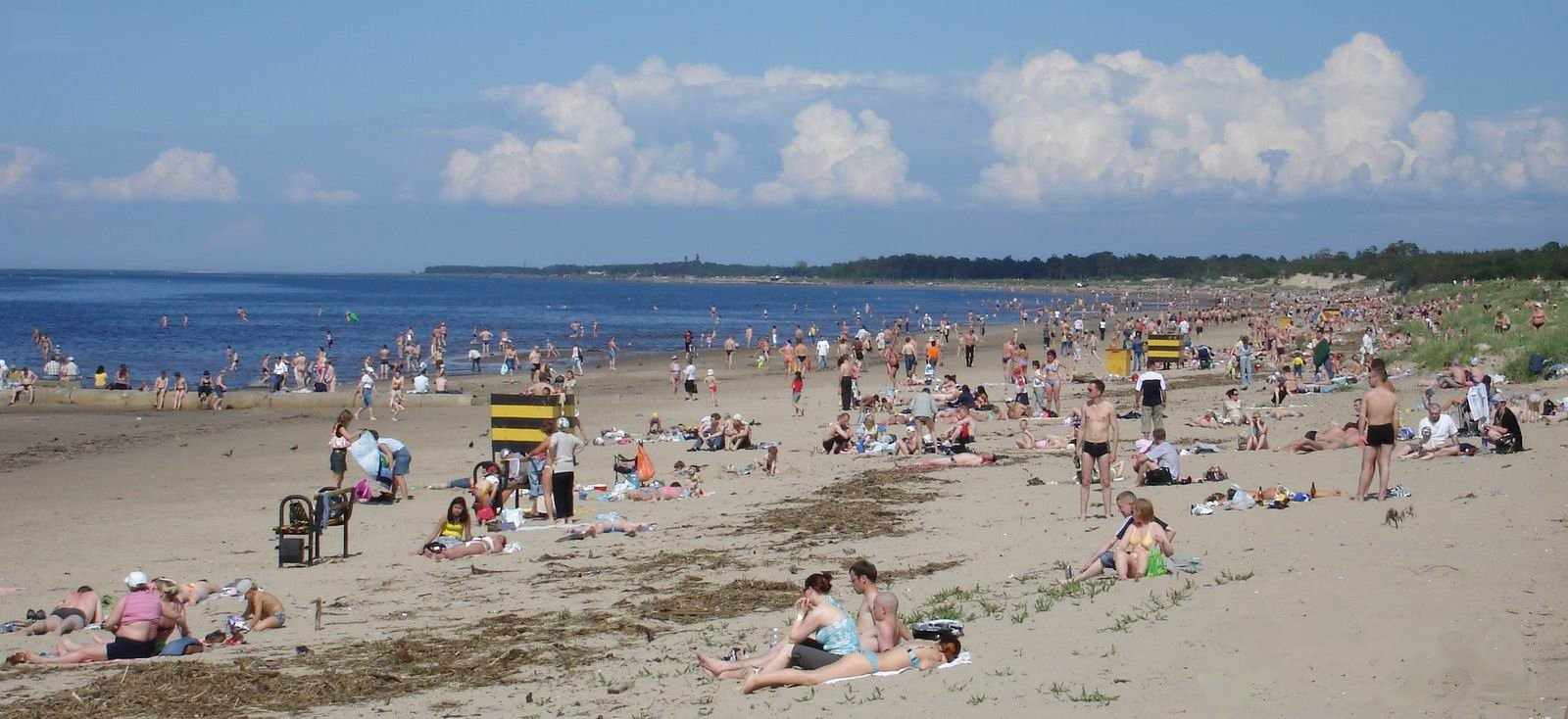
La plage de l'île de Yagry, près de Severodvinsk

La baie de la Dvina (russe : Двинская Губа ; Dvinskaya Guba) est située dans le nord-ouest de la Russie, au fond (sud-est) de la mer Blanche dans l'oblast d'Arkhangelsk. C'est l'une des quatre grandes baies et golfes de la mer Blanche (les autres étant la baie de Mezen, la baie d'Onga et le golfe de Kandalakcha).
Les deux villes principales sont Arkhangelsk et Severodvinsk bâties sur les rives du delta de la Dvina.

## Géographie
Il s'agit d'une vaste baie : longueur : 93 km (58 milles nautiques) ; largeur de 130 km (81 milles nautiques), d'après La Grande Encyclopédie soviétique. En hiver, la glace est très présente et les littoraux et l'arrière pays souvent enneigés ; les villages littoraux sont isolés.
La baie tire son nom de celui du fleuve Dvina qui se jette dans la baie via un delta où durant la guerre froide ont été construites deux villes formant un complexe industrialo-militaire : Arkhangelsk et Severodvinsk, principalement dédié à la construction de sous-marins nucléaires, ce pourquoi ces villes sont restées secrètes puis interdites sans laisser-passer (hormis durant quelques mois).
Elle est limitée à l'ouest par la péninsule de l'Onega, et vers l'est, alors que le rivage remonte jusqu'à un plateau (plateau de Kouloï jusqu'à la Soïana, un des principaux affluents du fleuve Kouloï. La rive de la baie de l'Onega est souvent dite Letny Bereg (côte d'été), et la rive-est de la baie de la Dvina est dite Zimny Bereg (côte d'hiver) ; deux noms qui reflètent les zones saisonnières des pêcheurs pomors d'autrefois.

## Administration, gouvernance
Du point de vue administratif, la côte et les îles relèvent du district (raïon) de Primorié et de l'oblast d'Arkhangelsk, et aussi du ministère russe de la Défense en raison des activités militaires et de sites stratégiques qui y sont présents.
Au niveau du delta de la Dvina, dans le sud de la baie, de nombreuses îles se sont formées avec le temps, plus ou moins fixées par l'Homme. Il y a aussi beaucoup de petites îles dans la baie de la Dvina, la plus grande étant l'île de Moudioug.

## Environnement
Le littoral et l'estuaire sont propices aux oiseaux et à une riche biodiversité, qui ont justifié l'instauration d'un parc national :  le parc national Onejskoïe Pomorie, sur la péninsule de l'Onega, le 26 février 2013.

## Histoire, population, démographie
La région a connu quelques occupations préhistoriques et vikings (durant les périodes plus chaudes) et plus récemment le littoral de la baie de la Dvina a été peuplé de colons russes (« Novgorodiens », dont les Pomors actuels sont les descendants) au plus tard au XIIIe siècle.
La plupart des villages littoraux de la baie de la Dvina (Pertominsk, Lopchenga ou Yarenga...), sont d'anciens villages de pêcheurs pomors, qui dépendent encore beaucoup de la pêche.
Jusqu'au XVIIIe siècle, date de la fondation de Saint-Pétersbourg, Arkhangelsk était le seul grand port de mer pour la Russie.
Les secteurs du nord de la Dvina-Nord et de la baie de la Dvina étaient le principal lien marin entre la Russie et le monde extérieur.
Il y a peu de routes dans la région. Hormis à proximité de la région du sud du delta de la Dvina, les côtes d’hiver et d’été sont encore très isolées, la mer et les liaisons aériennes y constituant les seules liaisons avec les villages (des liens maritimes réguliers sont maintenus en été par de petits bateaux de passagers qui desservent chaque village).

## L'accident d'août 2019
La baie et l'estuaire de la Dvina abritent des installations nucléaires militaires issues de la guerre froide et encore actives (fabrication de sous-marins nucléaires, zones de tests de systèmes d'armements, une base navale militaire et des zones d'entrainement et d'essais, notamment à Nyonoksa).
Au milieu de l'été 2019, la baie a été interdite de navigation pour tout navire civil, sur ordre du ministère russe de la Défense qui y testait avec Rosatom et le Centre nucléaire de la fédération de Russie - Institut panrusse de recherche scientifique en physique expérimentale un nouveau type de motorisation d'engin de guerre (missile selon les premiers commentaires des médias).
Le 8 août 2019 au matin, ce nouveau système de propulsion (impliquant une source d'énergie radio-isotopique jouant un rôle de "batterie nucléaire") était en fin de test. Un engin a explosé sur une zone d'entrainement et d'essais militaires de la base navale de Belomorsk , près de Sopka, tuant cinq ingénieurs et scientifiques russes, tandis que quinze autres personnes étaient blessées et/ou irradiées,.
Peu après, à 12 heures, soit 9 heures GMT, « six des huit capteurs » du système automatique de surveillance de l'air de Severodvinsk à 30 km de là détectait une hausse du rayonnement gamma (dépassement, de trois fois, de la norme russe qui est de 0,6 microsievert/heure); et la dose mesurée a été jusqu'à quatre à seize fois supérieure au niveau habituel,,,. Le nuage légèrement radioactif aurait touché la ville durant 30-40 min puis après un pic d'environ 2,0 sieverts par heure la radioactivité ambiante est redescendue à la normale.
Le ministère russe de la Défense a annoncé que la baie resterait fermée à toute navigation civile jusqu'en septembre au moins.[réf. nécessaire]